# (8415) 1996 UT
(8415) 1996 UT là một tiểu hành tinh nằm ở rìa ngoài của vành đai chính. Nó được phát hiện bởi Yoshisada Shimizu và Takeshi Urata ở Đài thiên văn Nachi-Katsuura ở Nachikatsuura, Wakayama, Nhật Bản, ngày 16 tháng 10 năm 1996.